# Ievgueni Mozer
Ievgueni Viatcheslavovitch Mozer - en russe : Евгений Вячеславович Мозер et en anglais Yevgeni Mozer - (né le 18 mai 1993 à Omsk en Russie) est un joueur professionnel russe de hockey sur glace. Il évolue au poste de centre.

## Biographie
Formé à l'Avangard Omsk, il est remarqué par l'entraîneur finlandais de l'Avangard Petri Matikainen durant l'été 2012. Mozer dispute alors la pré-saison avec les Omskie Iastreby, équipe junior de l'Avangard dans la Molodiojnaïa Hokkeïnaïa Liga. Il joue la Coupe du monde junior des clubs 2013 et termine meilleur pointeur de son équipe avec six points en quatre matchs. Il est le deuxième buteur de la compétition avec cinq buts, soit une réalisation de moins que le Canadien Joshua Leivo des Wolves de Sudbury. Il reste sur une saison 2011-2012 durant laquelle il joue dans une ligue amateur. Parallèlement, il s'entraîne seul pour progresser techniquement et physiquement dans le but de gagner sa place dans l'effectif des Omskie Iastreby. Le 4 septembre 2012, il joue son premier match avec l'Avangard dans la KHL chez l'OHK Dinamo. Mozer débute donc sa carrière en professionnel alors qu'il n'a jamais joué dans une ligue junior majeur. Il marque son premier point, une assistance sur un but de Vladimir Pervouchine le 17 octobre face au HK Spartak Moscou. Le 22 octobre 2012, lors de son quinzième match, il marque son premier but chez le Dinamo Minsk.
Il représente la Russie en sélections jeunes. Il est sélectionné pour la première fois en équipe junior par Mikhaïl Varnakov pour la Super Série Subway en novembre 2012. Il inscrit deux assistances lors de son premier match contre la sélection LHJMQ. Il s'agit de ses deux seuls points de la série. Il dispute cinq des six matchs. La Russie remporte la série dix points à huit. De retour en Russie, il est assigné aux Omskie Iastreby et joue ses premiers matchs dans la MHL. Puis, il rejoint le camp d'entraînement de l'équipe de Russie junior en décembre. Il y gagne sa place pour le championnat du monde junior 2013. La Russie est éliminée en demi-finale par la Suède 3-2 aux tirs de fusillade. Elle remporte la médaille de bronze face au Canada 6-5 grâce à un but de Valeri Nitchouchkine durant la prolongation. Mozer marque le quatrième but de son équipe, son seul point de la compétition.
Il marque deux buts et autant d'aides en vingt-quatre matchs de saison régulière. L'Avangard possède le troisième bilan de la saison régulière. Il élimine le Sibir Novossibirsk en sept matchs avant de s'incliner face au Traktor Tcheliabinsk en quart de finale. Mozer a un rôle mineur et ne dispute que deux parties des séries éliminatoires. Il termine la saison avec les Omskie Iastreby. L'équipe conserve la Coupe Kharlamov. Après avoir inscrit le but victorieux clôturant trois victoires à deux la demi-finale face au HK MVD, il inscrit trois buts et deux assistances lors des sept matchs de la finale face au MHK Spartak. Avec dix-sept points dont sept réalisations, il est le septième pointeur et le quatrième buteur des séries éliminatoires.
En 2013-2014, Matikainen est remplacé en cours de saison par Miloš Říha. Mozer voit alors son temps de jeu en équipe première diminuer. Le 19 janvier 2014, il est prêté avec son coéquipier Valentin Pianov au HC Pardubice dans l'Extraliga.
Lors de la saison 2014-2015, il rejoint le Torpedo Nijni Novgorod.
Le 17 mai 2018, il est échangé au HK Dinamo Moscou contre Dmitri Markovine. Il est nommé assistant-capitaine du Dinamo en 2018-2019.

## Statistiques

### En club
| Saison    | Équipe                         | Ligue      |    | Saison régulière | Saison régulière | Saison régulière | Saison régulière | Saison régulière |   | Séries éliminatoires | Séries éliminatoires | Séries éliminatoires | Séries éliminatoires | Séries éliminatoires |
| Saison    | Équipe                         | Ligue      | PJ | B                | A                | Pts              | Pun              | PJ               | B | A                    | Pts                  | Pun                  |                      |                      |
| 2012-2013 | Avangard Omsk                  | KHL        | 24 | 2                | 2                | 4                | 8                | 2                | 0 | 0                    | 0                    | 0                    |                      |                      |
| 2012-2013 | Omskie Iastreby                | MHL        | 5  | 3                | 1                | 4                | 14               | 17               | 7 | 4                    | 11                   | 12                   |                      |                      |
| 2013-2014 | Avangard Omsk                  | KHL        | 18 | 1                | 0                | 1                | 10               | -                | - | -                    | -                    | -                    |                      |                      |
| 2013-2014 | Iermak Angarsk                 | VHL        | 2  | 1                | 0                | 1                | 0                | -                | - | -                    | -                    | -                    |                      |                      |
| 2013-2014 | Omskie Iastreby                | MHL        | 20 | 10               | 13               | 23               | 4                | -                | - | -                    | -                    | -                    |                      |                      |
| 2013-2014 | HC Pardubice                   | Extraliga  | 12 | 2                | 0                | 2                | 6                | 5                | 0 | 0                    | 0                    | 0                    |                      |                      |
| 2014-2015 | Avangard Omsk                  | KHL        | 32 | 6                | 4                | 10               | 16               | -                | - | -                    | -                    | -                    |                      |                      |
| 2014-2015 | Torpedo Nijni Novgorod         | KHL        | 10 | 1                | 4                | 5                | 8                | 5                | 1 | 0                    | 1                    | 0                    |                      |                      |
| 2015-2016 | Torpedo Nijni Novgorod         | KHL        | 25 | 5                | 3                | 8                | 10               | 6                | 1 | 2                    | 3                    | 6                    |                      |                      |
| 2016-2017 | Torpedo Nijni Novgorod         | KHL        | 45 | 6                | 4                | 10               | 24               | 5                | 2 | 0                    | 2                    | 4                    |                      |                      |
| 2017-2018 | Torpedo Nijni Novgorod         | KHL        | 54 | 8                | 6                | 14               | 36               | 4                | 0 | 1                    | 1                    | 0                    |                      |                      |
| 2018-2019 | HK Dinamo Moscou               | KHL        | 55 | 7                | 7                | 14               | 40               | 11               | 1 | 0                    | 1                    | 6                    |                      |                      |
| 2019-2020 | Avtomobilist Iekaterinbourg    | KHL        | 35 | 5                | 2                | 7                | 12               | 3                | 0 | 0                    | 0                    | 2                    |                      |                      |
| 2022-2023 | HK Dinamo Saint-Pétersbourg    | VHL        | 36 | 10               | 10               | 20               | 8                | -                | - | -                    | -                    | -                    |                      |                      |
| 2023-2024 | Budapest Jégkorong Akadémia HC | Erste Liga | 43 | 24               | 26               | 50               | 18               | 6                | 1 | 1                    | 2                    | 2                    |                      |                      |

### En équipe nationale
| Année | Compétition                 |   | PJ | B | A | Pts | Pun | +/-                |  | Résultat |
| 2013  | Championnat du monde junior | 7 | 1  | 0 | 1 | 4   | 0   | Médaille de bronze |  |          |